# Franziskanerkloster Schwerin

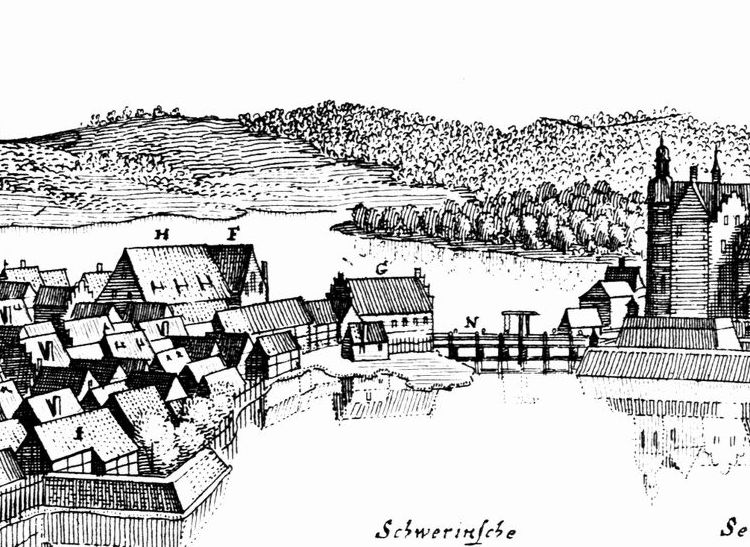
Gebäudereste des Franziskanerklosters um 1650 (Merian);
Originalbezeichnungen:
F. Fürstliche Cantzley
G. Fürstlicher Reitstall
H. Das Kornhauss

Das Franziskanerkloster Schwerin wurde 1236 als Niederlassung des Franziskanerordens erstmals urkundlich erwähnt, im Zuge der Reformation 1548 aufgelöst und 1554 zerstört. Von 1556 bis 1557 wurden die Gebäudereste der Kirche ganz abgetragen und die Baumaterialien bei Neubauten am Schweriner Schloss verwendet.

## Geschichte
Graf Heinrich I. von Schwerin hatte am Kreuzzug von Damiette bis 1221 teilgenommen und eine Heilig-Blut-Reliquie mitgebracht, die er dem Schweriner Dom schenkte. Um ihre Verehrung zu fördern, plante er die Gründung eines Klosters in Schwerin. Seit 1222 wurde daher im Dom zu Schwerin ein Drittel der Oblationen aus der Reliquienverehrung zum Bau eines Klosters abgeführt. Die Entscheidung über den Charakter der zukünftigen Klostergemeinschaft oblag der Grafenfamilie. Der 1210 gegründete Franziskanerorden breitete sich ab 1221 in Deutschland aus. 1225 wurden Niederlassungen in Lübeck und Bremen gegründet. Nach dem Tode des Grafen 1228 nahm seine Witwe Audacia in ihrer Funktion als Regentin der Grafschaft den Gedanken an die Gründung eines Klosters auf. Dass sie sich für eine Niederlassung des Bettelordens der Franziskaner entschied, ist auf ihre inzwischen entstandenen engen Beziehungen zu den Oberen der 1230 durch Teilung aus der Provinz Teutonia entstandenen Sächsischen Franziskanerprovinz (Saxonia) und ihre nachweisbar intensive Religiosität zurückzuführen. Bischof und Gräfin haben die Oblationen aus der Domreliquie gemeinsam zum Bau ihrer Kirchen verwendet.

### Gründung
Über die Gründungsgeschichte des Schweriner Franziskanerkonvents – eines Klosters der Barfüßerbrüder, wie die Franziskaner auch genannt wurden – liegen keine präzisen urkundlichen Nachrichten in Form einer Stiftungsurkunde oder vergleichbarer Dokumente vor. Erste grundlegende Informationen teilte der Lübecker Stadtchronist Detmar, der gegen Ende des 14. Jahrhunderts selbst Mitglied des Lübecker Franziskanerkonvents war, ausdrücklich zum Jahr 1287 mit: de in Zwerin, de in des sulven stad buwede dat closter der barvoten brodere.
Die Ankunftszeit der Franziskaner der Saxonia kann auf einen Zeitraum zwischen 1232 und 1235 eingegrenzt werden. Sie fiel in die Amtszeit von Bischof Brunward (1192–1238). Das Grafenhaus und die Schweriner Bischöfe pflegten durchweg positive Kontakte zum Schweriner Franziskanerkonvent. Bischof Brunwards postulierter Nachfolger Dietrich wurde 1245 von Papst Innozenz IV. zum Konservator der Rechte der Franziskaner in seiner Diözese ernannt, Bischof Wilhelm hatte 1247/49 einen Franziskaner als Beichtvater und Bischof Hermann I. von Schladen machte 1289 Bekanntschaft mit einer hochrangigen Gesandtschaft der Franziskaner in Schwerin.
Am 24. April 1236 informierte der Provinzialminister Johannes del Piano Carpini in einer in der Barfüßerkirche in Erfurt ausgestellten Urkunde seine in Christo geliebten Brüder in Schwerin darüber, dass die Schweriner Gräfin Audacia und ihre vier noch unverheirateten Töchtern im Todesfall um Beisetzung beim Schweriner Franziskanerkloster gebeten hätten und ebenfalls von den Brüdern dort die Beichte und die Sakramente empfangen möchten; der Schweriner Bischof Brunward sei einverstanden. Gräfin Audacia ist, ihren Beziehungen zu vielen Klöstern nach, als fromme, angesehene Frau und als die entscheidende fürstliche Protektorin des Schweriner Franziskanerkonvents zu sehen. Während ihrer Regentschaft wurde die Gründung vollzogen, und die Gräfin blieb dem Konvent während ihrer gesamten Lebenszeit eng verbunden. Als Audacia 1287 starb, wurde sie ihrem Rang gemäß im Chor der Schweriner Franziskanerkirche, an der Stelle des heutigen Kollegiengebäudes, beigesetzt.
Die Franziskaner hatten durch ein unkompliziertes Verhältnis zwischen Adel und Orden keine Schwierigkeiten bei der Gründung ihrer Niederlassung in Schwerin. Noch Ende des 15. Jahrhunderts bezeichneten die Herzöge von Mecklenburg, die seit 1358 auch Grafen von Schwerin waren, den Schweriner Franziskanerkonvent als vnß Closter.
Zwischen dem Diözesan- und Domklerus einerseits und den Minderbrüdern des Franziskanerkonvents andererseits gab es konfliktfreie Beziehungen. 1271 trat der Schweriner Domherr Ulricus ins Kloster ein; er entsagte allen seinen Einkünften und Pfründen, um als einfacher Ordensmann zu leben. Über die Beziehungen der Franziskaner zu den Einwohnern der Stadt Schwerin sind durch den großen Stadtbrand von 1531 nur sehr wenige Nachrichten erhalten geblieben.
Das Schweriner Franziskanerkloster mit bis zu 20 Brüdern war die früheste Niederlassung eines Bettelordens in Mecklenburg und das einzige Kloster Anfang des 16. Jahrhunderts in Schwerin. Es gehörte zur Kustodie Lübeck der Ordensprovinz Saxonia.

### Baulichkeiten

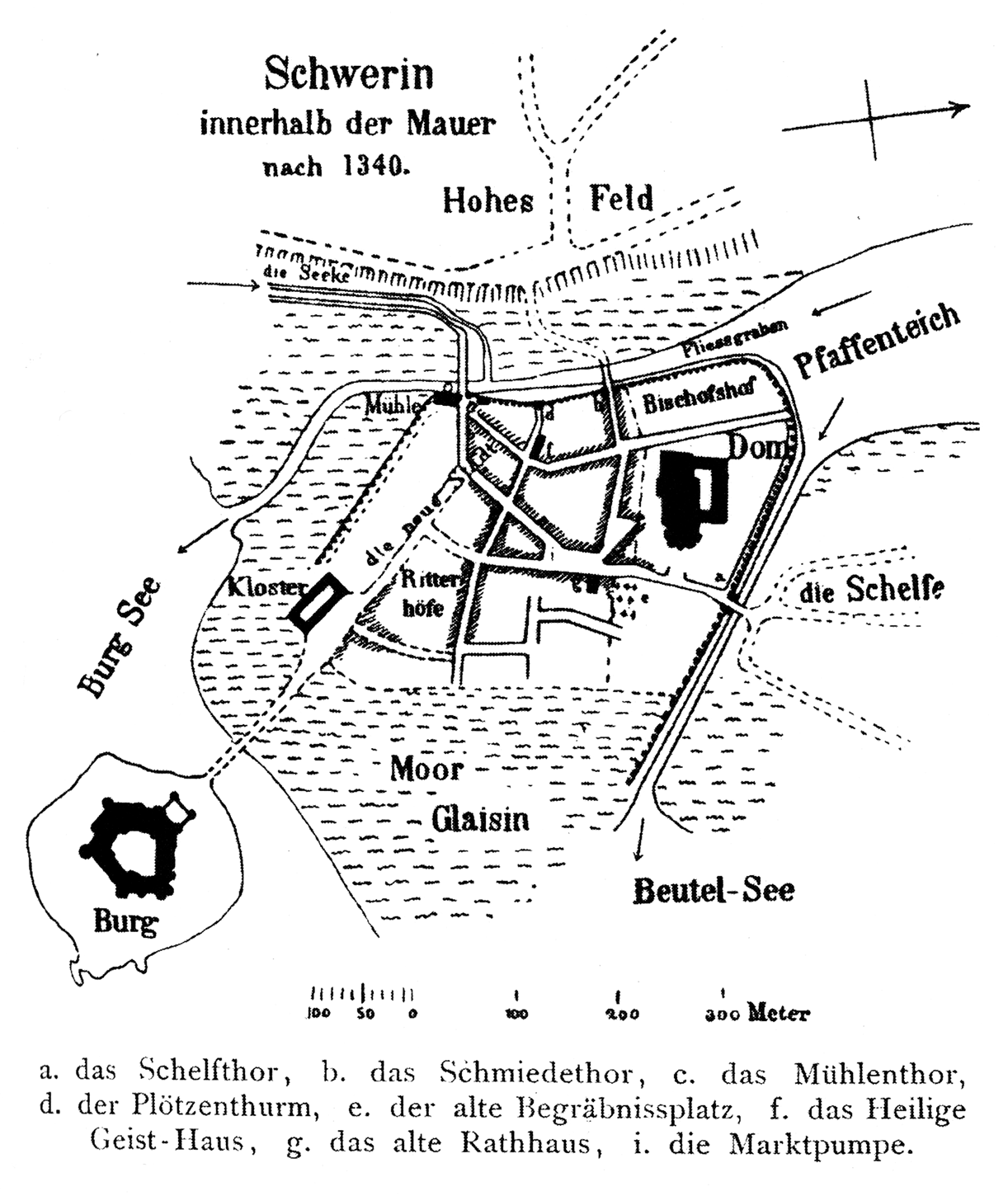
Rekonstruktion des mittelalterlichen Stadtplans von Schwerin aus dem 19. Jahrhundert mit dem Kloster

In den noch vorhandenen Stadtplänen Schwerins, sowohl des 18. bis 20. Jahrhunderts als auch den mittelalterlichen Rekonstruktionszeichnungen, ist präzise der Standort des ehemaligen Franziskanerklosters verzeichnet. Es war Sitz der einzigen Konventgemeinschaft der Stadt Schwerin.
Das verhältnismäßig kleine mittelalterliche Schwerin fungierte neben dem Sitz eines Bischofs gleichzeitig als Herrschaftszentrum ihres weltlichen Stadt- und Landesherren. Das Stadtbild wurde im Norden von der einzigen Kirche innerhalb der Befestigung der Stadt geprägt, der Bischofskirche, und im Süden von der gräflichen Burg mit der anschließenden Burgfreiheit.
Der Franziskanerkonvent lag am Stadtrand unmittelbar am heutigen Burgsee direkt vor dem Tor der gräflichen Burg. Aufgrund der zur Verfügung gestellten Gelder ging der Ausbau von Konventgebäuden zügig voran. 1236 wurde der Friedhof des Klosters erwähnt, 1271 wurden von einem Schweriner Domherren die Konventgebäude schon als monasterium bezeichnet, spätestens 1280 muss der Chor der Kirche fertiggestellt gewesen sein. Die Kirche, ein äußerst schönes Bauwerk, soll 1287 vollendet worden sein. Man kann davon ausgehen, dass der Schweriner Franziskanerkonvent der älteste Gebäudekomplex in der späteren Neustadt war.
Mögen die Bodenverhältnisse, auf denen die Franziskaner ihre Gebäude errichteten, auch schlecht gewesen sein, so floss doch während des Mittelalters der gesamte Verkehr zur Burg des Grafen von Schwerin, später zum Schloss der Herzöge von Mecklenburg-Schwerin, am Konvent vorbei. So ist zu vermuten, dass der Konvent mit seiner Kirche starke seelsorgliche Beziehungen zu den Landesherren und seinen Adligen pflegte. Das Kloster lag zwar an der städtischen Peripherie, doch der südliche Befestigungsring der Stadt schloss die Anlage nicht mit ein. Sicherheit und Schutz boten hier der Burgsee und der Schweriner See.
Nach Abbruch der Gewölbe der Klosterkirche 1554 und weiterer Gebäude 1556 bis 1557 wurde am dortigen Standort von 1825 bis 1834 das Kollegiengebäude errichtet, heute Sitz der Staatskanzlei des Landes Mecklenburg-Vorpommern. 1824 wurde das sogenannte Wagen- und Marstallgebäude, ein einstöckiger Fachwerkbau, der auch als Heu- und Strohmagazin gedient hatte, entfernt. Bei diesen Abbrucharbeiten wurden auch die Fundamente des alten Franziskanerklosters sowie zahlreiche Skelette, nicht nur von Mönchen, Münzen und Bruchstücke von Grabsteinen des alten Klosterfriedhofs freigelegt. Die Skelette wurden im Juli 1825 auf dem Domfriedhof beigesetzt. Gefunden wurden auch ein frühgotisches Kapitell und ein Weihwasserbecken aus gotländischen Kalkstein von 0,50 Metern Höhe und 61 cm Durchmesser. Diese Schale mit acht reliefierten, maßwerkbesetzten Arkaden verziert und kam zunächst in das Schloss Ludwigslust und 1946 in das Schweriner Schloss. Dort 1985 wieder aufgefunden, ist es nun im Schloss Güstrow ausgestellt.
An die Lage des Klosters erinnert heute die Klosterstraße, die an das Grundstück der katholischen Propsteikirche St. Anna grenzt.

### Wirtschaftsordnung und klösterliche Ordnung
Die frühesten Zuwendungen an das Schweriner Franziskanerkloster lassen sich 1344 mit einer Messstiftung der Lübeckerin Adelheid Lurley belegen. Sie vermachte den Brüdern zehn Mark zur sorgfältigen Abhaltung der von ihrer Schwester und deren Ehemann Jacob gestifteten Messe. Am 15. April 1349 ließ die Lübecker Witwe Margaretha Hureley ihr Testament in Gegenwart des Schweriner Rates aufsetzen, indem sie den Franziskanern fünf Mark vererbte. 1352 erhielt der Franziskanerbruder Heinrich van der Treppen aus dem Testament seines Lübecker Neffen eine hohe Geldsumme. So waren Individualbezüge einzelner Brüder im Schweriner Franziskanerkloster schon im 14. Jahrhundert durchaus üblich, was für eine großzügige Auslegung des Armutsgelübdes spricht. 1361 und 1372 erhielt der Konvent aus weiteren Lübecker Nachlässen Gelder zur ausdrücklichen Verteilung unter den Brüdern.
Für das 15. und 16. Jahrhundert finden sich Nachrichten zum Franziskanerkloster im Schweriner Stadtverlaßbuch, dem ältesten Schweriner Stadtbuch. Es hat den großen Stadtbrand von 1531 überdauert und beinhaltet Aufzeichnungen für den Zeitraum von 1424 bis 1597. So errichtete am 27. April 1425 eine Schweriner Bürgerin bei den Schweriner Franziskanern eine Seelgerätstiftung. Am 24. Juni 1426 kaufte Cord von Pegel zwei Renten zu Weißbrotstiftungen zugunsten der Schweriner Brüder enneme iesliken monnyke an syne hand. Im selben Jahr 1426 stiftete der Wismarer Bürger Heinrich Kozeow eine Ewige Frühmesse bei den Schweriner Franziskanern. Die Messe sollte das ganze Jahr hindurch täglich vor der Öffnung der Stadttore in Schwerin zelebriert werden. Guardian Heinrich Haveland und Vizeguardian Paul van Renten bezeugten für ihren Konvent diese Stiftung.
Die Franziskaner übernahmen bei Rentenkäufen auch Treuhandaufgaben. Als 1431 drei Schweriner Bürger 80 Mark in eine jährliche Rente anlegten, nahmen die Brüder Paul van Renten und Wibe Wernekens das Geld to erer beyder truwer hant. Der Schweriner Franziskanerkonvent trat auch von sich aus als Rentenkäufer auf. Am 16. April 1434 setzen die Brüder Geld ein, um bei Klaus Sure eine Rente von vier Mark jährlich einzukaufen. Als Pfand stellte Sure sein Haus samt Eigentum zur Disposition. Über die Einhaltung der Zahlungen wurde der Schweriner Rat als Aufsichtsführer bestellt. Erst 1507 ist wieder von einer Stiftung zugunsten des Konvents zu hören. Diesmal sprach der Schweriner Stadtrat von sich alse vorweser der monneke to Swetin, als er dem Schuhmacher Bartold Vogel zwei Häuser am Kirchhof bei der Kapelle des Klosters verkaufte. Das Kapital von 60 Mark wurde angelecht jn des Klosters beste. Die letzte Stiftung ist für 1529 belegt. Den Franziskanern wurde in Rehwinkel ein Acker geschenkt und testamentarisch garantiert.
Auch die Landesherren waren im 14. Jahrhundert mit dem Kloster über geistliche Stiftungen verbunden. Allerdings ließ sich Gräfin Mechthild von Schwerin nicht im Schweriner, sondern im Wismarer Franziskanerkloster beisetzen.
Das Schweriner Kloster verfügte über Termineien in Gadebusch, Boizenburg, Grabow und wahrscheinlich in Wittenburg. Dort sammelten Brüder als terminarii Almosen und waren seelsorglich tätig.

### Reformation und Aufhebung des Konvents
In den Franziskanerkonventen in Mecklenburg blieben alle Reformbestrebungen der Observanzbewegung im Orden bis zum Ende des 15. Jahrhunderts, mit der eine strengere Befolgung der Ordensregel und des Armutsideals, vollkommen erfolglos.
Nachweislich am schlechtesten waren die Zustände im Franziskanerkonvent Schwerin. Hier wurden schwerwiegende Missstände bemängelt. So hatten sich am 19. April 1506 twe nouicien leybroder („zwei Laienbruder-Novizen“) unerlaubt aus dem Kloster entfernt. Guardian Thomas Slye hatte Mühe, sich und seinen Mitbruder Peter Lemgow für diese Angelegenheit vor seinem Herzog Balthasar von Schwerin zu rechtfertigen.
Diese Geschichte war kein Einzelfall, wie ein städtisches Gesuch um Reform des Klosters kurze Zeit später verdeutlicht. In einem auf den 20. April 1509 datierten Schreiben an Papst Julius II. fällte der Rat der Stadt ein verheerendes Urteil über die Brüder des Schweriner Konvents und bat den Papst um Hilfe. In der Stadt würden nämlich Franziskaner leben, die seit Jahren ein ausschweifendes Leben führten, die alle kirchlichen Regeln außer Acht ließen und immer wieder mit ihren Schandtaten den Bürgern ein schlechtes Beispiel vorlebten beziehungsweise Zwietracht säten. Sie würden vor keiner Freveltat zurückschrecken und auch Ordnungswillige zu öffentlichen Verbrechen überreden. Ihre geweihten Konventgebäude wären allmählich aufgrund fehlender Hilfsmaßnahmen in ruinösem Zustand, der Chor verfiele, die Predigt wäre selten und wenn sie dann stattfände, im höchsten Maße ungebildet und fruchtlos.
Bis 1516 war die Reformierung des Schweriner Konvents noch nicht zu aller Zufriedenheit durchgesetzt worden, so dass Kaiser Maximilian Papst Leo X. am 24. August 1516 um Unterstützung bat. In diese Bemühungen hinein fiel die Trennung des Franziskanerordens in zwei voneinander unabhängige Ordenszweige. Im Januar 1518 regelte das Generalkapitel des Ordens in Lyon die Provinzaufteilung der Saxonia neu, und der Schweriner Konvent gehörte fortan zur Sächsischen Provinz vom Heiligen Johannes dem Täufer. Zur Behebung der konventinternen Verhältnisse muss die Entscheidung des mecklenburgischen Fürsten Albrecht VII. gesehen werden, als er um die Ausstattung des Konvents mit neuen Brüdern diese 1523 höchstpersönlich aus dem Güstrower Franziskanerkonvent nach Schwerin beorderte, um dort endlich die Observanz durchzusetzen.
Auf Wunsch von Simon Neumeyster, dem Kommissar des Generalministers in der observanten Provinz Saxonia, händigte der mecklenburgische Herzog Heinrich V. den Schweriner Franziskanern 1526 einen umfangreichen Schutzbrief aus, den sein Kanzler Kaspar von Schöneich formulierte. Am 27. Juli 1526 erhielten die Schweriner Konventinsassen und Terminarier einen weiteren Schutzbrief von Heinrich V.
Die Schweriner Franziskaner hatten in der folgenden Zeit mit diversen Schwierigkeiten zu kämpfen, denn auch in Schwerin erhielten die evangelischen Reformatoren von den Herzögen frühzeitig die Predigterlaubnis. Seit 1532 predigte sogar der ehemalige Franziskaner Joachim Wegener in der Residenzstadt. Trotz Personalknappheit und ausbleibenden Almosen- und Renteneinnahmen konnten die Franziskaner weiter ungestört im Kloster bleiben, die Terminierhäuser in Boitzenburg und Grabow verkaufte der Guardian Heinrich König 1534 und 1537 an den Herzog. 1538 erhielten die Franziskaner noch einmal eine große Geldsumme von 100 Mark aus dem umfangreichen Testament des Schweriner Propstes Heinrich Bantzkow, damit sie bei ihrer observantie bleiben. Jtem den armen Mönneken effte Religiosen so dat Closter tho Schwerin blifft in orer obseruantie geve densulvigen hundert Mark tho erer Taffelen vnd Kost. Nach 1540 gab es nun auch Apostaten als Abtrünnige im Kloster. Außerdem nahm der Schweriner Konvent Franziskaner auf, die aus ihren Klöstern in Greifswald und Flensburg (Ordensprovinz Dacia) vertrieben worden waren. Der Provinzial der Provinz Dacia, Jacobus de Dacia, und sein Kommissar Lütke Namens organisierten zwischen 1537 und etwa 1545 vom Schweriner Kloster aus den Nachlass der aufgehobenen Klöster der Dacia und den Verbleib der Brüder aus der Provinz.
Den Einnahme- und Ausgabeberichten der Kanzlei Herzog Johann Albrechts ist zu entnehmen, dass der Herzog den Schweriner Franziskanern noch 1547 kleine Geschenke machte, weil diese ihm Bierlieferungen zukommen ließen. Am 18. Juli 1548 wurde auf Befehl Herzog Johann Albrechts eine Inventur des Klosters vorgenommen. Der Gesamtwert der beschlagnahmten Güter betrug 385 Gulden. Noch weitere vier Jahre verblieben die Franziskaner im Kloster, erst 1552 verließen sie ihre Wirkungsstätte. Am 10. August 1553 ließ Herzog Johann Albrecht nach dem Muster der Fürstenschule St. Afra in Meißen in den Klostergebäuden eine Fürstenschule errichten, die schon 1554 wieder geschlossen wurde.
Während des Krieges gegen Heinrich von Braunschweig und der Bedrohung der Stadt Schwerin durch die Truppen des Braunschweiger Herzogs wurden 1554 die Gewölbe der Klosterkirche im Zuge der Verteidigungsmaßnahmen vorsorglich zerstört. Der Schwerin befehlende mecklenburgische Hauptmann Veit von Saalfeld war der Meinung, dass die Braunschweiger sich der Stadt bemächtigen und alsdann vom Franziskanerkloster aus das Schloss beschießen könnten. Von 1556 bis 1557 ließ der Herzog die Gebäudereste der Kirche ganz abgetragen und die Steine fanden bei Neubauten am Schweriner Schloss Verwendung. Auf dem Areal des Klosters stand bis ins 19. Jahrhundert das fürstliche Korn- und Wagenhaus, 1815 wurde dort der Grundstein für das Kollegiengebäude gelegt, das heute die Staatskanzlei von Mecklenburg-Vorpommern beherbergt.

### Guardiane
Der Obere eines Konventes ist der Guardian, sein Vertreter ist der Vizeguardian oder Vikar. Angegeben ist das Jahr einer urkundlichen Erwähnung.
- Konrad (1289)
- Heinrich Haverland (1426)
- Paul von Renten (Vizeguardian, 1426)
- Thomas Slye (1506)
- Heinrich Könung (1534–1537)
- Johann Mase (vor 1540)

### Gedruckte Quellen
- Mecklenburgisches Urkundenbuch (MUB)
- Mecklenburgische Jahrbücher (MJB)

### Ungedruckte Quellen
Landeshauptarchiv Schwerin (LHAS)
- LHAS 10.9 L/06 Personennachlass Friedrich Lisch, Nr. 50 Schwerin, u. a. Franziskaner-Kloster.
- LHAS Bestand Generalia eccl. Acta Franciscaner-Kloster zu Schwerin.
- LHAS Bestand Geistliche Urkunden, Kloster Schwerin. (ungedruckt)

Stadtarchiv Schwerin
- Stadtverlaßbuch der Stadt Schwerin 1424–1597. (ungedruckt)